# Río Chico (paroisse civile)
Pour les articles homonymes, voir Chico.
Río Chico est l'une des cinq paroisses civiles de la municipalité de Páez dans l'État de Miranda au Venezuela. Sa capitale est Río Chico, chef-lieu de la municipalité. En 2011, sa population s'élève à 19 590 habitants. Elle possède une portion maritime et une plage à Los Canales de Río Chico qui fait d'elle un lieu touristique prisé.

## Géographie

### Démographie
Hormis sa capitale Río Chico qui est une extension septentrionale de la ville de San José de Barlovento de la municipalité voisine d'Andrés Bello, la paroisse civile possède plusieurs localités :
- Campo Allegre
- Corozal
- García
- La Guapa
- Los Canales de Río Chico (plage)
- Palmira Arriba
- Río Chico
- San Antonio de Río Chico
- Valle de la Cruz